# Leucohya texana
Leucohya texana är en spindeldjursart som beskrevs av William B. Muchmore 1986. Leucohya texana ingår i släktet Leucohya och familjen Bochicidae. Inga underarter finns listade i Catalogue of Life.